# ريد هيرون
ريد هيرون هو لاعب هوكي الجليد كندي، ولد في 31 ديسمبر 1917 في تورونتو في كندا، وتوفي في 14 ديسمبر 1990.

## وصلات خارجية
- ريد هيرون على موقع دوري الهوكي الوطني (الإنجليزية)
- ريد هيرون على موقع قاعة مشاهير الهوكي (لاعب أن.إتش.أل) (الإنجليزية)
- ريد هيرون على موقع EliteProspects.com (الإنجليزية)
- ريد هيرون على موقع HockeyDB.com (الإنجليزية)
- ريد هيرون على موقع Hockey-Reference.com (الإنجليزية)